# Fonologi
Fonologi er studiet af lydenes funktioner i et bestemt sprog (fx dansk fonologi, spansk fonologi) og de generelle principper for lydsystemer i alverdens sprog. En fonologisk analyse søger at afdække, hvilke fonemer et sprog indeholder og opstiller et fonemkort med sprogets vokaler og konsonanter. Studiet adskiller sig fra studiet i sprogets fonetik. 
Fonologi kan bruges i kontrastiv sprogbeskrivelse og til sprogets ortografi. 
Blandt den moderne fonologis grundlæggere er Roman Jakobson, Nikolai Trubetzkoy, Edward Sapir og Kenneth Pike. De ledende forskere i dansk fonologi er professor Hans Basbøll fra Syddansk Universitet og Nina Grønnum fra Københavns Universitet.